# Liste der Nummer-eins-Hits in den USA (1998)
Dies ist eine Liste der Nummer-eins-Hits in den von Billboard ermittelten Charts in den USA (Hot 100) im Jahr 1998. In diesem Jahr gab es sechzehn Nummer-eins-Singles und siebzehn Nummer-eins-Alben.

## Singles
| ← 1997 ← | Liste der Nummer-eins-Hits in den USA | Liste der Nummer-eins-Hits in den USA | Liste der Nummer-eins-Hits in den USA                                                          | 1999 →                    |
| \| Zeitraum \| Wo. ges. \| Interpret \| Titel Autor(en) \| Zusätzliche Informationen \| \| (Zeitraum, Wochen auf Platz eins, Interpret, Titel, Autor[en], zusätzliche Informationen) \| \| \| \| \| \| ----------------------------------------------------------------------------------------- \| -------- \| ---------------------- \| -------------------------------------------------------------------------------------------------- \| ------------------------- \| \| 11. Oktober 1997 – 16. Januar 1998 14 Wochen (insgesamt 14) \| 14 \| Elton John \| Candle in the Wind 1997[1] Elton John, Bernie Taupin \| - \| \| 17. Januar 1998 – 30. Januar 1998 2 Wochen (insgesamt 2) \| 2 \| Savage Garden \| Truly Madly Deeply[2] Darren Hayes, Daniel Jones \| - \| \| 31. Januar 1998 – 13. Februar 1998 2 Wochen (insgesamt 2) \| 2 \| Janet Jackson \| Together Again[3] Janet Jackson, James Harris III, Terry Lewis, René Elizondo, Jr. \| - \| \| 14. Februar 1998 – 27. Februar 1998 2 Wochen (insgesamt 2) \| 2 \| Usher \| Nice & Slow[4] Brian Casey, Brandon Casey, Manuel Seal Jr., Jermaine Dupri, Usher Raymond \| - \| \| 28. Februar 1998 – 13. März 1998 2 Wochen (insgesamt 2) \| 2 \| Céline Dion \| My Heart Will Go On[5] James Horner, Will Jennings \| - \| \| 14. März 1998 – 3. April 1998 3 Wochen (insgesamt 3) \| 3 \| Will Smith \| Gettin' Jiggy wit It[6] Samuel Barnes, Bernard Edwards, Joe Robinson, Nile Rodgers, Will Smith \| - \| \| 4. April 1998 – 24. April 1998 3 Wochen (insgesamt 3) \| 3 \| K-Ci & JoJo \| All My Life[7] Joel Hailey, Rory Bennett \| - \| \| 25. April 1998 – 22. Mai 1998 4 Wochen (insgesamt 5) \| 5 \| Next \| Too Close[8] Kay Gee, Terry Brown, Robert Huggar, Raphael Brown \| - \| \| 23. Mai 1998 – 29. Mai 1998 1 Woche (insgesamt 1) \| 1 \| Mariah Carey \| My All[9] Mariah Carey, Walter Afanasieff \| - \| \| 30. Mai 1998 – 5. Juni 1998 1 Woche (insgesamt 5) \| 5 \| Next \| Too Close Kay Gee, Terry Brown, Robert Huggar, Raphael Brown \| - \| \| 6. Juni 1998 – 4. September 1998 13 Wochen (insgesamt 13) \| 13 \| Brandy & Monica \| The Boy Is Mine[10] LaShawn Daniel, Rodney Jerkins, Fred Jerkins III, Japhe Tejeda, Brandy Norwood \| - \| \| 5. September 1998 – 2. Oktober 1998 4 Wochen (insgesamt 4) \| 4 \| Aerosmith \| I Don’t Want to Miss a Thing[11] Diane Warren \| - \| \| 3. Oktober 1998 – 16. Oktober 1998 2 Wochen (insgesamt 5) \| 5 \| Monica \| The First Night[12] Jermaine Dupri, Pam Sawyer, Marilyn McLeod, Tamara Savage \| - \| \| 17. Oktober 1998 – 23. Oktober 1998 1 Woche (insgesamt 1) \| 1 \| Barenaked Ladies \| One Week[13] Ed Robertson \| - \| \| 24. Oktober 1998 – 13. November 1998 3 Wochen (insgesamt 5) \| 5 \| Monica \| The First Night Jermaine Dupri, Pam Sawyer, Marilyn McLeod, Tamara Savage \| - \| \| 14. November 1998 – 27. November 1998 2 Wochen (insgesamt 2) \| 2 \| Lauryn Hill \| Doo Wop (That Thing)[14] Lauryn Hill \| - \| \| 28. November 1998 – 4. Dezember 1998 1 Woche (insgesamt 1) \| 1 \| Divine \| Lately[15] Will Baker, Christopher Kelly, Pete Woodruff \| - \| \| 5. Dezember 1998 – 15. Januar 1999 6 Wochen (insgesamt 6) \| 6 \| Céline Dion & R. Kelly \| I'm Your Angel[16] R. Kelly \| - \| |                                       |                                       |                                                                                                |                           |
| ← 1997 |                                       |                                       |                                                                                                | → 1999 →                  |
| Zeitraum | Wo. ges.                              | Interpret                             | Titel Autor(en)                                                                                | Zusätzliche Informationen |
| (Zeitraum, Wochen auf Platz eins, Interpret, Titel, Autor[en], zusätzliche Informationen) |                                       |                                       |                                                                                                |                           |
| 11. Oktober 1997 – 16. Januar 1998 14 Wochen (insgesamt 14) | 14                                    | Elton John                            | Candle in the Wind 1997 Elton John, Bernie Taupin                                              | -                         |
| 17. Januar 1998 – 30. Januar 1998 2 Wochen (insgesamt 2) | 2                                     | Savage Garden                         | Truly Madly Deeply Darren Hayes, Daniel Jones                                                  | -                         |
| 31. Januar 1998 – 13. Februar 1998 2 Wochen (insgesamt 2) | 2                                     | Janet Jackson                         | Together Again Janet Jackson, James Harris III, Terry Lewis, René Elizondo, Jr.                | -                         |
| 14. Februar 1998 – 27. Februar 1998 2 Wochen (insgesamt 2) | 2                                     | Usher                                 | Nice & Slow Brian Casey, Brandon Casey, Manuel Seal Jr., Jermaine Dupri, Usher Raymond         | -                         |
| 28. Februar 1998 – 13. März 1998 2 Wochen (insgesamt 2) | 2                                     | Céline Dion                           | My Heart Will Go On James Horner, Will Jennings                                                | -                         |
| 14. März 1998 – 3. April 1998 3 Wochen (insgesamt 3) | 3                                     | Will Smith                            | Gettin' Jiggy wit It Samuel Barnes, Bernard Edwards, Joe Robinson, Nile Rodgers, Will Smith    | -                         |
| 4. April 1998 – 24. April 1998 3 Wochen (insgesamt 3) | 3                                     | K-Ci & JoJo                           | All My Life Joel Hailey, Rory Bennett                                                          | -                         |
| 25. April 1998 – 22. Mai 1998 4 Wochen (insgesamt 5) | 5                                     | Next                                  | Too Close Kay Gee, Terry Brown, Robert Huggar, Raphael Brown                                   | -                         |
| 23. Mai 1998 – 29. Mai 1998 1 Woche (insgesamt 1) | 1                                     | Mariah Carey                          | My All Mariah Carey, Walter Afanasieff                                                         | -                         |
| 30. Mai 1998 – 5. Juni 1998 1 Woche (insgesamt 5) | 5                                     | Next                                  | Too Close Kay Gee, Terry Brown, Robert Huggar, Raphael Brown                                   | -                         |
| 6. Juni 1998 – 4. September 1998 13 Wochen (insgesamt 13) | 13                                    | Brandy & Monica                       | The Boy Is Mine LaShawn Daniel, Rodney Jerkins, Fred Jerkins III, Japhe Tejeda, Brandy Norwood | -                         |
| 5. September 1998 – 2. Oktober 1998 4 Wochen (insgesamt 4) | 4                                     | Aerosmith                             | I Don’t Want to Miss a Thing Diane Warren                                                      | -                         |
| 3. Oktober 1998 – 16. Oktober 1998 2 Wochen (insgesamt 5) | 5                                     | Monica                                | The First Night Jermaine Dupri, Pam Sawyer, Marilyn McLeod, Tamara Savage                      | -                         |
| 17. Oktober 1998 – 23. Oktober 1998 1 Woche (insgesamt 1) | 1                                     | Barenaked Ladies                      | One Week Ed Robertson                                                                          | -                         |
| 24. Oktober 1998 – 13. November 1998 3 Wochen (insgesamt 5) | 5                                     | Monica                                | The First Night Jermaine Dupri, Pam Sawyer, Marilyn McLeod, Tamara Savage                      | -                         |
| 14. November 1998 – 27. November 1998 2 Wochen (insgesamt 2) | 2                                     | Lauryn Hill                           | Doo Wop (That Thing) Lauryn Hill                                                               | -                         |
| 28. November 1998 – 4. Dezember 1998 1 Woche (insgesamt 1) | 1                                     | Divine                                | Lately Will Baker, Christopher Kelly, Pete Woodruff                                            | -                         |
| 5. Dezember 1998 – 15. Januar 1999 6 Wochen (insgesamt 6) | 6                                     | Céline Dion & R. Kelly                | I'm Your Angel R. Kelly                                                                        | -                         |

## Alben
| ← 1997 ← | Liste der Nummer-eins-Alben in den USA | Liste der Nummer-eins-Alben in den USA | Liste der Nummer-eins-Alben in den USA | 1999 →                    |
| \| Zeitraum \| Wo. ges. \| Interpret \| Titel \| Zusätzliche Informationen \| \| (Zeitraum, Wochen auf Platz eins, Interpret, Titel, zusätzliche Informationen) \| \| \| \| \| \| ------------------------------------------------------------------------------ \| -------- \| ---------------------------------- \| ------------------------------------------ \| ------------------------- \| \| 27. Dezember 1997 – 16. Januar 1998 3 Wochen (insgesamt 5) \| 5 \| Garth Brooks \| Sevens[17] \| - \| \| 17. Januar 1998 – 23. Januar 1998 1 Woche (insgesamt 1) \| 1 \| Céline Dion \| Let’s Talk About Love[18] \| - \| \| 24. Januar 1998 – 15. Mai 1998 16 Wochen (insgesamt 16) \| 16 \| Original Motion Picture Soundtrack \| Titanic: Music from the Motion Picture[19] \| - \| \| 16. Mai 1998 – 22. Mai 1998 1 Woche (insgesamt 1) \| 1 \| Dave Matthews Band \| Before These Crowded Streets[20] \| - \| \| 23. Mai 1998 – 5. Juni 1998 2 Wochen (insgesamt 2) \| 2 \| Garth Brooks \| The Limited Series[21] \| - \| \| 6. Juni 1998 – 12. Juni 1998 1 Woche (insgesamt 1) \| 1 \| DMX \| It’s Dark and Hell Is Hot[22] \| - \| \| 13. Juni 1998 – 19. Juni 1998 1 Woche (insgesamt 1) \| 1 \| Original Motion Picture Soundtrack \| City of Angels[23] \| - \| \| 20. Juni 1998 – 3. Juli 1998 2 Wochen (insgesamt 2) \| 2 \| Master P \| MP Da Last Don[24] \| - \| \| 4. Juli 1998 – 17. Juli 1998 2 Wochen (insgesamt 3) \| 3 \| Original Motion Picture Soundtrack \| City of Angels \| - \| \| 18. Juli 1998 – 31. Juli 1998 2 Wochen (insgesamt 1) \| 1 \| Original Motion Picture Soundtrack \| Armageddon[25] \| - \| \| 1. August 1998 – 21. August 1998 3 Wochen (insgesamt 3) \| 3 \| Beastie Boys \| Hello Nasty[26] \| - \| \| 22. August 1998 – 4. September 1998 2 Wochen (insgesamt 2) \| 2 \| Snoop Dogg \| Da Game Is to Be Sold, Not to Be Told[27] \| - \| \| 5. September 1998 – 11. September 1998 1 Woche (insgesamt 1) \| 1 \| Korn \| Follow the Leader[28] \| - \| \| 12. September 1998 – 2. Oktober 1998 3 Wochen (insgesamt 3) \| 3 \| Lauryn Hill \| The Miseducation of Lauryn Hill[29] \| - \| \| 3. Oktober 1998 – 9. Oktober 1998 1 Woche (insgesamt 1) \| 1 \| Marilyn Manson \| Mechanical Animals[30] \| - \| \| 10. Oktober 1998 – 16. Oktober 1998 1 Woche (insgesamt 4) \| 4 \| Lauryn Hill \| The Miseducation of Lauryn Hill \| - \| \| 17. Oktober 1998 – 20. November 1998 5 Wochen (insgesamt 5) \| 5 \| Jay-Z \| Vol. 2… Hard Knock Life[31] \| - \| \| 21. November 1998 – 4. Dezember 1998 2 Wochen (insgesamt 2) \| 2 \| Alanis Morissette \| Supposed Former Infatuation Junkie[32] \| - \| \| 5. Dezember 1998 – 25. Dezember 1998 3 Wochen (insgesamt 3) \| 3 \| Garth Brooks \| Double Live[33] \| - \| |                                        |                                        |                                        |                           |
| ← 1997 |                                        |                                        |                                        | → 1999 →                  |
| Zeitraum | Wo. ges.                               | Interpret                              | Titel                                  | Zusätzliche Informationen |
| (Zeitraum, Wochen auf Platz eins, Interpret, Titel, zusätzliche Informationen) |                                        |                                        |                                        |                           |
| 27. Dezember 1997 – 16. Januar 1998 3 Wochen (insgesamt 5) | 5                                      | Garth Brooks                           | Sevens                                 | -                         |
| 17. Januar 1998 – 23. Januar 1998 1 Woche (insgesamt 1) | 1                                      | Céline Dion                            | Let’s Talk About Love                  | -                         |
| 24. Januar 1998 – 15. Mai 1998 16 Wochen (insgesamt 16) | 16                                     | Original Motion Picture Soundtrack     | Titanic: Music from the Motion Picture | -                         |
| 16. Mai 1998 – 22. Mai 1998 1 Woche (insgesamt 1) | 1                                      | Dave Matthews Band                     | Before These Crowded Streets           | -                         |
| 23. Mai 1998 – 5. Juni 1998 2 Wochen (insgesamt 2) | 2                                      | Garth Brooks                           | The Limited Series                     | -                         |
| 6. Juni 1998 – 12. Juni 1998 1 Woche (insgesamt 1) | 1                                      | DMX                                    | It’s Dark and Hell Is Hot              | -                         |
| 13. Juni 1998 – 19. Juni 1998 1 Woche (insgesamt 1) | 1                                      | Original Motion Picture Soundtrack     | City of Angels                         | -                         |
| 20. Juni 1998 – 3. Juli 1998 2 Wochen (insgesamt 2) | 2                                      | Master P                               | MP Da Last Don                         | -                         |
| 4. Juli 1998 – 17. Juli 1998 2 Wochen (insgesamt 3) | 3                                      | Original Motion Picture Soundtrack     | City of Angels                         | -                         |
| 18. Juli 1998 – 31. Juli 1998 2 Wochen (insgesamt 1) | 1                                      | Original Motion Picture Soundtrack     | Armageddon                             | -                         |
| 1. August 1998 – 21. August 1998 3 Wochen (insgesamt 3) | 3                                      | Beastie Boys                           | Hello Nasty                            | -                         |
| 22. August 1998 – 4. September 1998 2 Wochen (insgesamt 2) | 2                                      | Snoop Dogg                             | Da Game Is to Be Sold, Not to Be Told  | -                         |
| 5. September 1998 – 11. September 1998 1 Woche (insgesamt 1) | 1                                      | Korn                                   | Follow the Leader                      | -                         |
| 12. September 1998 – 2. Oktober 1998 3 Wochen (insgesamt 3) | 3                                      | Lauryn Hill                            | The Miseducation of Lauryn Hill        | -                         |
| 3. Oktober 1998 – 9. Oktober 1998 1 Woche (insgesamt 1) | 1                                      | Marilyn Manson                         | Mechanical Animals                     | -                         |
| 10. Oktober 1998 – 16. Oktober 1998 1 Woche (insgesamt 4) | 4                                      | Lauryn Hill                            | The Miseducation of Lauryn Hill        | -                         |
| 17. Oktober 1998 – 20. November 1998 5 Wochen (insgesamt 5) | 5                                      | Jay-Z                                  | Vol. 2… Hard Knock Life                | -                         |
| 21. November 1998 – 4. Dezember 1998 2 Wochen (insgesamt 2) | 2                                      | Alanis Morissette                      | Supposed Former Infatuation Junkie     | -                         |
| 5. Dezember 1998 – 25. Dezember 1998 3 Wochen (insgesamt 3) | 3                                      | Garth Brooks                           | Double Live                            | -                         |